# Rejon witebski
Rejon witebski (biał. Ві́цебскі раён, Wiciebski rajon, ros. Витебский район, Witiebskij rajon) – rejon w północnej Białorusi, w obwodzie witebskim.

## Geografia
Rejon witebski ma powierzchnię 2737,85 km². Lasy zajmują powierzchnię 1096,98 km², bagna 93,89 km², obiekty wodne 54,99 km².